# مراح كيوان
مراح كيوان هي إحدى القرى اللبنانية من قرى قضاء صيدا في محافظة الجنوب.